# Derma (Missisipi)
Derma – miasto w Stanach Zjednoczonych, w stanie Missisipi, w hrabstwie Calhoun.